# Feketelábú albatrosz
A feketelábú albatrosz (Phoebastria nigripes) a madarak (Aves) osztályának viharmadár-alakúak (Procellariiformes) rendjébe, ezen belül az albatroszfélék (Diomedeidae) családjába tartozó faj.

## Előfordulása
A feketelábú albatrosz az Egyenlítőtől északra, a Csendes-óceánon mindenhol megtalálható Tajvantól Kaliforniáig, északra a Bering-tengerig. Hawaii-tól nyugatra, a Északnyugati Hawaii-szigeteken, valamint a Csendes-óceán nyugati térségének apró, érintetlen szigetein költ.

## Megjelenése
A feketelábú albatrosz hossza 68–74 centiméter, szárnyfesztávolsága pedig 193–213 centiméter. Tollazata sötét szürkésbarna, kivéve a csőre körül húzódó fehér gyűrűt és a fehér szemrajzolatot. Csőre nagy és erős, vége horogszerűen hajlott. Orrlyukai elnyúlnak a csőr felső részén. Lábát pikkelyek borítják. Ujjai között úszóhártya feszül.

## Életmódja
Kolóniákban költ. Tápláléka tintahalak, halak, plankton és ételmaradékok. Ez a madár 50 évet is élhet.

## Szaporodása
Az ivarérettséget valószínűleg 5-6 éves korban éri el. A költési időszak október–június között van. A fészek egy vályú alakú földmélyedés, melyet kibélelnek fűvel. Egy fészekaljban egy fehér tojás van, ezen mindkét szülő 65 napig kotlik. Veszély esetén a fióka halolajat köpköd. A fiatal madár 2-3 hónap után repül ki, miután a szülők magára hagyják. Néha a feketelábú albatrosz kereszteződik a Laysan-albatrosszal (Phoebastria immutabilis).
|  |